# Le ossa del diavolo
E sto morendo.
Tirai una riga su quell’abbozzo di incipit e ritentai.
Sono un’antropologa forense. Conosco bene la morte. ora è sulle mie tracce. Questa è la mia storia.
Buon Dio. Nemmeno fossi Jack Webb in Dragnet.
Non ci siamo.»
(Incipit di Le ossa del diavolo)
Le ossa del diavolo è un romanzo thriller, l'undicesimo di Kathy Reichs, scrittrice statunitense. Pubblicato nel 2008, ha per protagonista l'antropologa forense Temperance Brennan.

## Trama
Nella cantina di una casa in ristrutturazione a Charlotte (Carolina del Nord) vengono scoperti i resti di pratiche magiche (piume, ossa, galline decapitate e il teschio di una ragazza) che rimanderebbero a riti voodoo; contemporaneamente, in un lago vicino, riemerge il busto di un adolescente decapitato. La vicenda appare intricata: risultano poco chiari sia l'epoca a cui risalgono i resti dei riti, sia se la ragazza, cui apparteneva il cranio, sia stata uccisa nella cantina o altrove, sia se vi possa essere un legame tra il teschio e il busto del ragazzo riemerso dall'acqua. Un predicatore evangelico, che mira a un futuro in politica, si mette a capo di un gruppo di persone con l'intento di scovare gli autori di tali riti "satanici". Con l'aiuto del detective Erskine "Skinny" Slidell, la dottoressa Brennan avrà il compito di far luce sulla vicenda.

## Personaggi
- Temperance Brennan: protagonista ed antropologa forense;
- Erskine "Skinny" Slidell: detective.

## Narrazione
Il romanzo è narrato in prima persona dalla protagonista e vi è un intreccio tra descrizioni scientifiche delle procedure utilizzate, la narrazione degli eventi, dei contesti e dei personaggi ed infine le sensazioni e le emozioni della dottoressa.

## Edizioni
- Kathy Reichs, Le ossa del diavolo, traduzione di Annoni I., Rizzoli,  p. 376, ISBN 88-17-02339-6.